# Vlado Bozinovski
Vlado Bozinovski (ur. 30 marca 1964 w Ochrydzie) – australijski piłkarz pochodzenia macedońskiego występujący na pozycji pomocnika.

## Kariera klubowa
Bozinovski karierę rozpoczynał w 1982 roku w australijskim zespole Hakoah St. Kilda. W 1983 roku przeszedł do South Melbourne FC, z którym w 1984 roku wywalczył mistrzostwo NSL. Następnie występował w Footscray JUST, a w 1989 roku został graczem belgijskiego Club Brugge. W tym samym roku odszedł jednak do portugalskiego SC Beira-Mar. W zespole tym spędził sezon 1989/1990.
Potem Bozinovski przeniósł się do Sportingu CP. W 1991 roku zajął z nim 3. miejsce w Primeira Liga. W tym samym roku wrócił do SC Beira-Mar. Również tym razem jego barwy reprezentował przez rok. Następnie grał w Anglii, w drużynie Ipswich Town. W sezonie 1992/1993 w jej barwach rozegrał dziewięć spotkań w Premier League.
W 1993 roku wrócił do Portugalii, gdzie był graczem klubów FC Paços de Ferreira oraz FC Felgueiras. Występował też w singapurskim Tiong Bahru United i tureckim MKE Ankaragücü, a w 1998 roku wrócił do Tiong Bahru, noszącego teraz nazwę Tanjong Pagar United. W tym samym roku Bozinovski zdobył z nim Puchar Singapuru. W 1999 roku odszedł do Home United FC, z którym wywalczył mistrzostwo Singapuru (1999) oraz Puchar Singapuru (2000).
Bozinovski zakończył karierę w 2001 roku jako grający trener singapurskiej drużyny Clementi Khalsa.

## Kariera reprezentacyjna
W latach 1988–1992 w reprezentacji Australii Bozinovski rozegrał sześć spotkań i zdobył jedną bramkę. W 1988 roku znalazł się w kadrze na Letnie Igrzyska Olimpijskie, które Australia zakończyła na ćwierćfinale.

## Źródła
- Vlado Bozinovski w bazie National Football Teams (ang.)